# 拉普兰盾章
拉普兰盾章（德语：Lapplandschild）是一项第二次世界大战期间德军的奖章，颁发对象是弗朗茨·博梅将军的第20山地集团军的成员，1944年11月至1945年5月战争结束，该部队在拉普兰地区与芬军和苏军两线作战。该盾章的颁发对象是在拉普兰地区“光荣服役”达6个月的人员或是在当地的战斗中负伤的人员。该章于1945年2月正式设立，也是二战中德军最后一款官方设立的战役盾章。在1945年5月战争结束后，部队指挥官仍在继续颁发该奖章  。

## 设计
轮廓为普通的上平下半圆的盾形，顶部装饰有鹰徽，但没有卐字徽。下面是全大写字母“LAPPLAND”，字的下面是拉普兰地区的地图。盾徽上有四个小孔，便于将徽章缝制在制服左袖上部。与之前的几款战役盾章不同，拉普兰盾章没有背后的衬布。